# دیپیکا پادوکون
دیپیکا پادوکن (انگلیسی: Deepika Padukone؛ زادهٔ ۵ ژانویهٔ ۱۹۸۶) بازیگر هندی است که عمدتاً در فیلم‌های هندی‌زبان کار می‌کند. او یکی از بازیگران دارای بیشترین دستمزد در هند است و افتخاراتش شامل سه جایزهٔ فیلم‌فیر می‌شود. او در رتبه‌بندی‌های محبوب‌ترین شخصیت‌های کشور حضور داشته‌است؛ تایم در سال ۲۰۱۸ او را یکی از تاثیرگذارترین اشخاص در جهان نامید و در سال ۲۰۲۲ به او جایزهٔ تایم۱۰۰ ایمپکت را داد.
پادوکون، دختر بازیکن بدمینتون پراکاش پادوکونه، در کپنهاگ به دنیا آمد و در بنگلور بزرگ شد. در حالی که نوجوان بود، در مسابقات قهرمانی در سطح ملی بدمینتون بازی کرد اما فعالیتش را در این ورزش ترک کرد تا مدل شود. او به زودی پیشنهادهایی را برای نقش‌های سینمایی دریافت کرد و اولین کار بازیگری خود را در سال ۲۰۰۶ به‌عنوان شخصیت اصلی فیلم کانادایی آیشواریا تجربه کرد. پادوکونه سپس نقشی دوگانه در مقابل شاهرخ خان در نخستین اکران بالیوودی‌اش، یعنی فیلم عاشقانهٔ ام شنتی ام (۲۰۰۷) به دست آورد که برای آن برندهٔ جایزهٔ فیلم‌فیر در رشتهٔ بهترین آغاز به کار زن شد. او برای ایفای نقش اصلی در فیلم عاشقانهٔ عشق امروزی (۲۰۰۹) مورد ستایش قرار گرفت، اما این روند برای مدتی کوتاه با تنزل تداوم یافت.
کمدی عاشقانهٔ کوکتل (۲۰۱۲) نقطهٔ عطفی در کار پادوکونه بود، و او با بازی در نقش اصلی کمدی‌های عاشقانهٔ جوانی و دیوانگی و قطار چنای (هر دو در ۲۰۱۳)، کمدی سرقت سال نو مبارک (۲۰۱۴)، درام‌های تاریخی باجی‌رائو و مستانه (۲۰۱۵) و پادماواتی (۲۰۱۸) ساختهٔ سانجای لیلا بانسالی، و نیز فیلم اکشن هالیوودی تریپل اکس: بازگشت زندر کیج (۲۰۱۷) به موفقیت بیشتری دست یافت. او همچنین برای بازی در نقش شخصیتی مبتنی بر ژولیت در عاشقانهٔ غم‌انگیز عشق ماورایی رام و لیلا (۲۰۱۳) و دختری سرسخت در کمدی-درام پیکو (۲۰۱۵) تحسین منتقدان را به خود جلب کرد و برندهٔ دو جایزهٔ فیلم‌فیر بهترین بازیگر زن شد.
او موسسه The Live Love Laugh را در سال ۲۰۱۵ جهت حمایت و آگاهی رسانی در مورد افسردگی و سلامت روان تاسیس کرد. 
او با هم‌بازی چندین فیلمش، رانویر سینگ، ازدواج کرده‌است و یک فرزند دختر به نام دُوآ (Dua) پادوکن سینگ دارد.

## موفقیت
دیپیکا پادوکونه فعالیت‌های مدلینگ خود را از زمان کالج شروع کرد. در مدت کمی توانست عنوان model of the Year را بدست بیاورد. او بعدها در موزیک ویدئوی هیمیش ریشمیا با نام «نام هه ترا» حضور پیدا کرد. در سال ۲۰۰۶ او اولین فیلم خود را با نام آیشواریا (که فیلمی متعلق به سینمای کانادا بود) بازی کرد؛ و در سال ۲۰۰۷ هم او با فیلم ام شانتی ام در کنار شاهرخ خان، وارد بالیوود شد. در سال ۲۰۱۲ در فیلم کوکتل همراه با سیف علی خان و دایانا پنتی بازی کرد و نظرات مثبتی از منتقدین دریافت کرد. سال ۲۰۱۳ یک سال پرکار برای وی بود. چهار فیلم Race2، رام لیلا، قطار چنای و جوانی و دیوانگی در این سال اکران شدند و موفقیت‌های مالی (باکس آفیس) و افتخاری (جوایز جشنواره‌ها) زیادی برای وی به ارمفان آوردند. سپس در سال ۲۰۱۴ وی بار دیگر در فیلم موفقی از فرح خان همراه شاهرخ خان ظاهر شد و زوج این دو بار دیگر توسط مردم انتخاب و مفتخر دریافت جایزه شد. در سال ۲۰۱۵ دوباره مثلث طلایی رام لیلا یعنی سانجی لیلا بانسالی (کارگردان)، دیپیکا پادوکونه و رانویر سینگ گرد هم آمدند. این بار به همراه پریانکا چوپرا فیلم باجیراو-مستانی اکران شد و موفقیت دیگری در کارنامهٔ پادوکونه ثبت شد.
همچنین در همین سال فیلم پیکو به کارگردانی شوجیت سرکار و بازی دیپیکا پادوکونه و آمیتاب باچان و عرفان خان بر روی صحنهٔ سینما رفت که جوایز فیلم فیر و آیفا ۲۰۱۶ را برای وی رقم زد. فیلم دیگر پادوکونه در این سال تماشا (فیلم) با بازی رانبیر کاپور و کارگردانی امتیاز علی بود. سال ۲۰۱۶ سال ورود دیپیکا پادوکونه به سینمای هالیوود بود. وی در فیلمی به نام سه ایکس ۳: بازگشت ژاندر کیج همراه با وین دیزل به صحنه رفت و نامزد people choice awards شد. در سال ۲۰۱۷ در فیلم دیگری از سانجی لیلا بنسالی به همراه رنویر سینگ، شاهد کاپور ،ادیتی رائو حیدری و جیم سارب به نام پدماواتی بازی کرد که در ژانویه ۲۰۱۸ اکران شد.

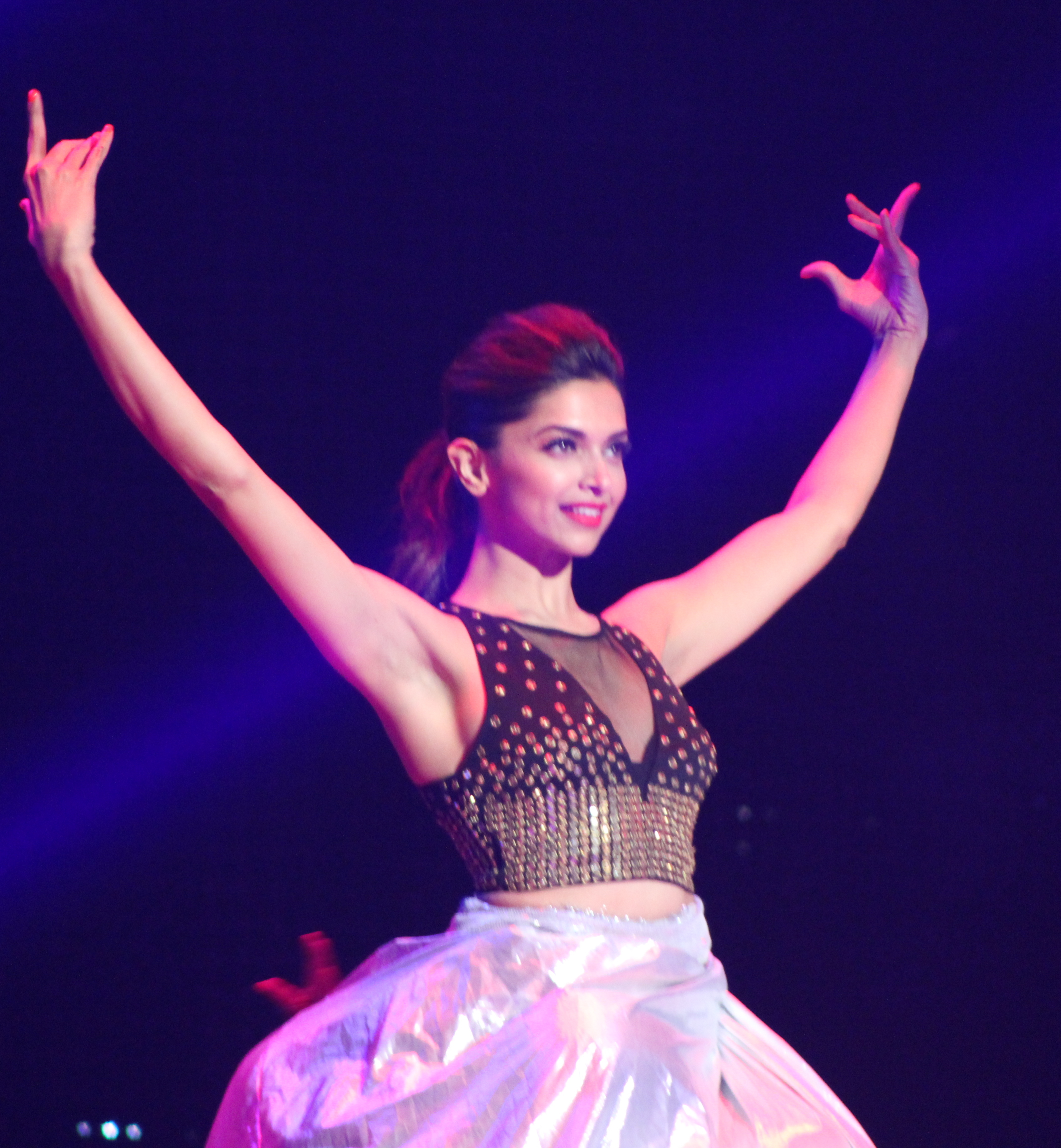
پادوکونه در حال اجرا در جشنواهٔ جایزه فیلم‌فیر

از جمله جوایز او بهترین بازیگر تازه‌وارد برای فیلم ام شنتی ام در سال ۲۰۰۷ و همچنین جایزه بهترین بازیگر زن فیلم فیر برای نقش آفرینی در فیلم‌های رام لیلا و پیکو (فیلم) می‌باشد.
دیپیکا پادوکونه علاوه بر حرفهٔ بازیگری یک بازیکن بدمینتون حرفه‌ای نیز می‌باشد. وی همچنین سفیر تبلیغاتی چندین برند مشهور از جمله لورئال و تیسوت است.

## جایزه‌ها
پادوکونه، در سال ۲۰۰۷ و با بازی درام شانتی ام برندهٔ بهترین نقش مکمل زن جایزه فیلم‌فیر شد و این موفقیت در ۲۰۱۰ با بازی در فیلم (Love Aaj Kal) و نامزد شدن وی برای دریافت بهترین بازیگر نقش اول زن جایزه فیلم‌فیر تکرار شد. پادوکونه نهایت در سال ۲۰۱۳ با بازی در سه فیلم جوانی و دیوانگی، قطار چنای، Ram-Leela و نامزد شدن برای آن‌ها در جایزه فیلم‌فیر رکورد دار شد؛ و سرانجام برای بازی در عشق ماورایی رام و لیلا برندهٔ بهترین بازیگر نقش اول زن شد. در سال ۲۰۱۵ با بازی در نقش پیکو در فیلم پیکو برندهٔ دریافت بهترین نقش اول زن شد. در سال ۲۰۱۹ نیز با بازی در فیلم پدماواتی برنده جایزه بهترین بازیگر زن شد.

## فیلم‌شناسی
| سال  | عنوان                       | نقش                       | بازیگر مرد مقابل | کارگردان فیلم          | توضیحات |
| ---- | --------------------------- | ------------------------- | ---------------- | ---------------------- | --- |
| ۲۰۰۶ | آیشوارایا                   | آیشواریا                  | آپندرا           | ایندراجیت سانکش        | فیلم سینمای جنوب هند |
| ۲۰۰۷ | ام شنتی ام                  | شانتی پریا، سندی          | شاهرخ خان        | فرح خان                | برندهٔ جایزه بهترین بازیگر تازه‌وارد سال (زن) و نامزد بهترین بازیگر نقش اول زن در جشنواره فیلم فیر ۲۰۰۸، اولین همکاری وی با شاهرخ خان |
| ۲۰۰۸ | زیبارویان فرار کنید         | گایاتری                   | رانبیر کاپور     | سیدهارت آناند          | اولین همکاری با رانبیر کاپور |
| ۲۰۰۹ | از چاندی چوک به چین         | سکی / میو میو             | آکشی کومار       | نیکیل ادوانی           | حضور در دونقش |
| ۲۰۰۹ | بیلوی آرایشگر               | خودش                      |                  | پریادارشان             | حضور افتخاری در آهنگ love mera hit hit                                                                                              |
| ۲۰۰۹ | عشق امروزی                  | میرا                      | سیفعلی خان       | امتیاز علی             | اولین همکاری با سیفعلی خان |
| ۲۰۰۹ | من و خانم خانا              | راینا                     | سهیل خان         | پرم سونی               | حضور افتخاری |
| ۲۰۱۰ | کارتیک تماس کارتیک          | سونالی                    | فرهان اختر       | ویجی لاوانی            | |
| ۲۰۱۰ | خانه شلوغ                   | سندی                      | آکشی کومار       | ساجد خان               | |
| ۲۰۱۰ | ما با زندگی خود بازی می‌کنیم | کلپانا داتا               | آبیشک باچان      | آشوتوش گواریکر         | |
| ۲۰۱۰ | پرندگان شاد                 | پینکی                     | نیل نیتین موکش   | پرادیپ سرکار           | |
| ۲۰۱۰ | بعد از تفریح                | الیا خان                  | عمران خان        | Danish Aslam           | |
| ۲۰۱۱ | تبعیض                       | پوربی آناند               | پراکاش جا        |                        | |
| ۲۰۱۱ | پسران هندی                  | رادیکا                    | جان آبراهام      | روهیت داوان            | |
| ۲۰۱۲ | کوکتل                       | ورونیکا                   | سیفعلی خان       | هومی آداجانیا          | |
| ۲۰۱۳ | مسابقه ۲                    | النا                      |                  | عباس-مستان             | |
| ۲۰۱۳ | جوانی و دیوانگی             | ننا                       | رانبیر کاپور     | آیان موکرجی            | |
| ۲۰۱۳ | فیلم ناطق بمبئی             | خودش                      |                  |                        | حضور افتخاری در آهنگ Aapna Bombay Talkies                                                                                           |
| ۲۰۱۳ | قطار چنای                   | مینا لوچینی (میناما)      | شاهرخ خان        | روهیت شتی              | نامزد جایزه بهترین بازیگر زن جشنوارهٔ فیلم فیر ۲۰۱۴                                                                                  |
| ۲۰۱۳ | رام لیلا                    | لیلا سانرا                | رانویر سینگ      | سانجای لیلا بانسالی    | جایزه بهترین بازیگر نقش اول زن در جشنواره فیلم فیر ۲۰۱۴                                                                             |
| ۲۰۱۴ | کوچادایان                   | پرنسس وادانا دوی          |                  | soundariya rajinikanth | فیلم به زبان تامیل |
| ۲۰۱۴ | پیداکردن فانی               | آنجلینا                   | آرجون کاپور      | هومی آداجانیا          | |
| ۲۰۱۴ | سال نو مبارک                | موهینی                    | شاهرخ خان        | فرح خان                | |
| ۲۰۱۵ | انتخاب من                   | خودش                      |                  | هومی آداجانیا          | فیلم کوتاه |
| ۲۰۱۵ | پیکو                        | پیکو                      | عرفان خان        | شوجیت سیرکار           | جایزه بهترین بازیگر نقش اول زن در جشنواره فیلم فیر ۲۰۱۶                                                                             |
| ۲۰۱۵ | تماشا                       | تارا                      | رانبیر کاپور     | امتیاز علی             | |
| ۲۰۱۵ | باجی‌رائو و مستانه           | مستانی                    | رانویر سینگ      | سانجای لیلا بانسالی    | |
| ۲۰۱۷ | تریپل اکس: بازگشت زندر کیج  | سرنا                      | وین دیزل         | D.J.Caruso             | فیلم هالیوودی |
| ۲۰۱۷ | رابطه                       |                           |                  | Dinesh Vijan           | حضور افتخاری در آهنگ "Raabta" |
| ۲۰۱۸ | پدماوتی                     | رانی پادماواتی            | شاهد کاپور       | سانجای لیلا بانسالی    | اکران در ۲۵ ژانویه ۲۰۱۸ |
| ۲۰۱۸ | زیرو                        | خودش                      |                  | آناند ال رای           | حضور افتخاری |
| ۲۰۲۰ | ضربه                        | لاکشمی آگروال و تهیه‌کننده | ویکرانت ماسی     | مگنا گلزار             | اولین فیلم شرکت تهیه کنندگی دیپیکا پادوکن (ka production)                                                                           |
| ۲۰۲۱ | ۸۳                          | رومی دو و تهیه‌کننده       | رانویر سینگ      | کبیر خان               | اولین همکاری مشترک دیپیکا پادوکن و رنویر سینگ بعد از ازدواج                                                                         |
| ۲۰۲۲ | اعماق                       | آلیشا خانا                | سیدارت چاتوردی   |                        | |
| ۲۰۲۳ | پاتان                       | روبینا «روبای» محسن       | شاهرخ خان        | سیدهارت آناد           | |
| ۲۰۲۳ | جوان                        | آیشواریا                  | شاهرخ خان        | آتلی                   | |
| ۲۰۲۴ | جنگنده                      | مینی راتور                | ریتیک روشن       | سیدهارت آناد           | |
| ۲۰۲۴ | پروژه کی                    | Sumati (SUM-80)           | آمیتاب باچان     | ناگ اشوین              | |
| ۲۰۲۴ | دوباره سینگهام              | شاکتی شتی                 | اجی دیوگن        | روهیت شتی              | |

## روابط شخصی

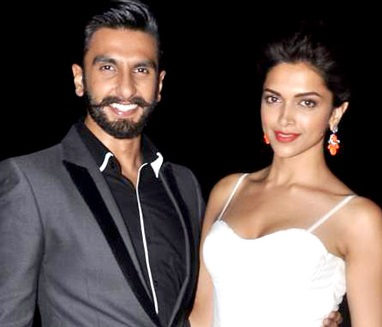
پادوکونه در کنار رانویر سینگ

پادوکن در سال ۲۰۰۸ با نقش مقابل خود رانبیر کاپور در فیلم زیبارویان فرار کنید وارد رابطه شد، که مورد توجه رسانه‌ها قرار گرفت. هر چند این زوج در سال ۲۰۱۰ به رابطهٔ خود پایان دادند ولی در سال‌های بعدی در فیلم‌های جوانی و دیوانگی ۲۰۱۳ و تماشا ۲۰۱۵ حضور پیدا کردند.
پادوکن از سال ۲۰۱۲ با همبازی خود در فیلم رقص گلوله‌ها: رام و لیلا، رانویر سینگ وارد رابطه شد، این دو بعد از ۶ سال رابطه در ۱۴ و ۱۵ نوامبر ۲۰۱۸ با هم ازدواج کردند. اولین فرزند آن ها به نام دُوآ پادوکن سینگ (Dua padukone singh) در تاریخ ۸ سپتامبر ۲۰۲۴ متولد شد.

## اعتراض به تبعیض جنسیتی در هند
روزنامه تایمز هند در کنار چاپ عکسی از دیپیکا پادوکن که مربوط به جشنی در سال گذشته بود، این پیامک توئیتری را منتشر کرد: «وای خدای من، نمایش شکاف پستان‌های دیپیکا پادوکن».

پادوکن درپاسخ خشمگینانه خود نوشت:
«بله، من یک زنم. من پستان دارم و بین پستان‌های من هم خطی وجود دارد. آیا شما با این موضوع مشکلی دارید؟»
 این پیام او روی شبکه توئیتر بیش از هفت هزار بار ارسال شد. در واکنش به این اقدام روزنامه تایمز هند تعداد زیادی از ستاره‌های بالیوود و هزاران نفر از مردم آن را محکوم کرده و از اعتراض شدید این هنرپیشه به چاپ این توئیت حمایت کردند.